# Via di segnalazione di Wnt
Le vie di segnalazione Wnt sono un insieme di vie di trasduzione del segnale attraverso proteine che trasmettono il segnale dall'esterno della cellula, attraverso recettori di superficie, all'interno della cellula.
Sono state caratterizzate tre vie di segnalazione per Wnt:
- la via canonica (canonical pathway);
- la via non canonica (non canonical pathway), per la polarità planare della cellula;
- la via non canonica Wnt / via del calcio.

Tutte le vie di segnalazione Wnt sono attivate dal legame di un ligando proteico Wnt per un recettore della famiglia Frizzled, che invia il segnale biologico alla proteina Dishevelled all'interno della cellula. La via canonica di Wnt porta alla trascrizione genica, la via non canonica per la polarità planare cellulare regola il citoscheletro che è responsabile della forma della cellula, mentre la via non canonica Wnt / via del calcio regola il calcio all'interno della cellula. Le vie di segnalazione di Wnt sono utilizzate per la comunicazione paracrina cellula-cellula o per la segnalazione autocrina. Questa via è altamente conservata dal punto di vista evolutivo, il che significa che è simile in molte specie dalla Drosophila melanogaster all'Homo sapiens.
La segnalazione di Wnt è stata identificata per il suo ruolo nella carcinogenesi, ma da allora gli è stato attribuito un ruolo nello sviluppo embrionale. Tra i processi embrionali Wnt determina la disposizione degli organi a destra o a sinistra dell'asse mediale embrionale , determinazione del destino cellulare,  proliferazione cellulare e la migrazione delle cellule. Questi processi sono necessari per la corretta formazione di tessuti come ossa, cuore e muscoli. Il suo ruolo nello sviluppo embrionale è stato scoperto per gli effetti che causavano le mutazioni genetiche nel pathway di Wnt prodotte negli embrioni della Drosophila melanogaster. Successive ricerche hanno scoperto che i geni controllati da Wnt influenzano lo sviluppo del cancro alla mammella nelle cavie. 
A tal proposito l'importanza clinica di questo percorso è stata dimostrata dalle mutazioni che portano ad una varietà di malattie, compresi cancro della mammella, della prostata, glioblastoma, diabete di tipo II e altro.